# Tradicional Competencia de la Danza de los Kurpites de Nuevo San Juan Parangaricutiro

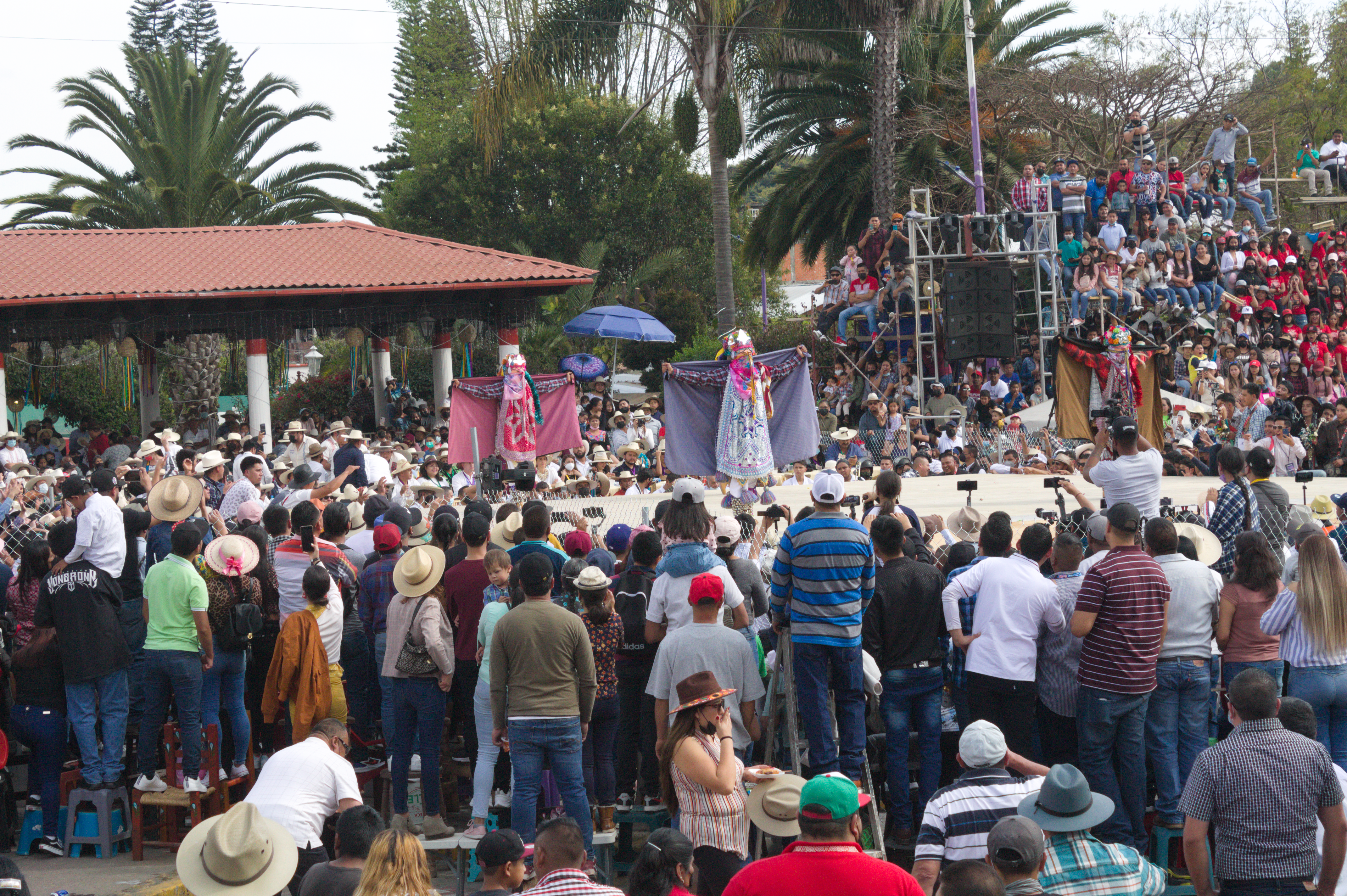
Tradicional Competencia de los Kurpites

La Tradicional Competencia de la Danza de los Kurpites de San Juan Nuevo Parangaricutiro se celebra cada 8 de enero en la comunidad de Nuevo San Juan Parangaricutiro, perteneciente a Uruapan, en el estado de Michoacán. Es una tradición dancística y musical que comienza el día 6 de enero y termina el 9 de enero; cuatro días llenos de danza, música de orquestas mixtas, alegría y felicidad.

## Historia y contexto
La [Danza de los Cúrpites|danza de los kurpites] tiene su origen en el {siglo|XVI||s}, aproximadamente. La danza es un ritual en donde las comunidades pedían tener buena cosecha. En ella se representaban al Dios del Sol/Tata Jurhiata, la Diosa de la Luna/Nana Cutzi, y a sus adoradores. Estos últimos eran representados por jóvenes, que a lo largo de la danza se iban incorporando más y más personas. Es así que la palabra “kúrpites”, en purhépecha, significa “los que se juntan”
```
“los que se reúnen” o “los que se van agregando”. En un inicio utilizaban máscaras con figuras de animales para la representación de todos los personajes. Quienes representaban al Dios Sol y la Diosa Luna eran personas con gran experiencia y sabiduría.
[
1
]
```

Al llegar el imperio español a Michoacán, los conquistadores le exigieron a los purhépechas hacer cambios en sus manifestaciones artístico religiosas, pues les parecía muy primitivo y salvaje la manera de adorar a sus dioses. Esto hizo que cambiaran las máscaras con figuras de animales por máscaras de personas, y la confección de trajes se comenzó a hacer con hilos finos y de oro.
A partir de esta conquista española, a los purhépechas se les obligó la adoración de los santos pertenecientes a la religión católica, por lo que dejaron de adorar a sus dioses originarios. Es entonces que la danza de los kurpites toma un sentido diferente al original, pues ahora ya tiene un sentido meramente católico.
Nuevo San Juan Parangaricutiro surge después de la explosión del volcán Paricutín, ubicado en el antiguo San Juan de Parangaricutiro; en 1943 fue cuando el volcán comenzó a inflarse, apareciendo fisuras en el suelo hasta erupcionar. Pasado este fenómeno natural, la población emigró, y los pobladores se esparcieron alrededor formando 3 comunidades: Angahuan, San Salvador Combutzio Caltzontzin, y del que trataremos en este artículo, Nuevo San Juan Parangaricutiro.
Actualmente la danza es representada por las comunidades de San Salvador Combutzio o Caltzontzin, Nuevo San Juan Parangaricutiro y Angahuan. La danza está conformada por un Tarepiti, que significa “viejo sabio”, y representa a San José; una Maringuia o María, que representa a la Virgen María, y los Kurpites, que significa “los que se juntan”, y hacen referencia a los doce apóstoles y representan al pueblo. La danza se ejecuta con un zapateado plano y pegado al piso, llamado abajeño, así como el jarabe y el torito; se acompaña con cortes y adornos al ritmo de la música y de algún instrumento resaltante.

## Significado actual de la danza
Como ya se había mencionado, el significado de la danza ha evolucionado para pertenecer al ámbito católico, por lo que el significado de la danza es agradecer por el año terminado y pedirle al Señor de los Milagros abundancia en el año entrante. El Señor de los Milagros es el Santo Patrono de la Comunidad de San Juan Nuevo Parangaricutiro. Así mismo, se celebra el nacimiento de Jesús, representando en la danza a los apóstoles, el pueblo, a San José, la Virgen María, y el arrullo del niño Jesús, por eso se baila en día de reyes.

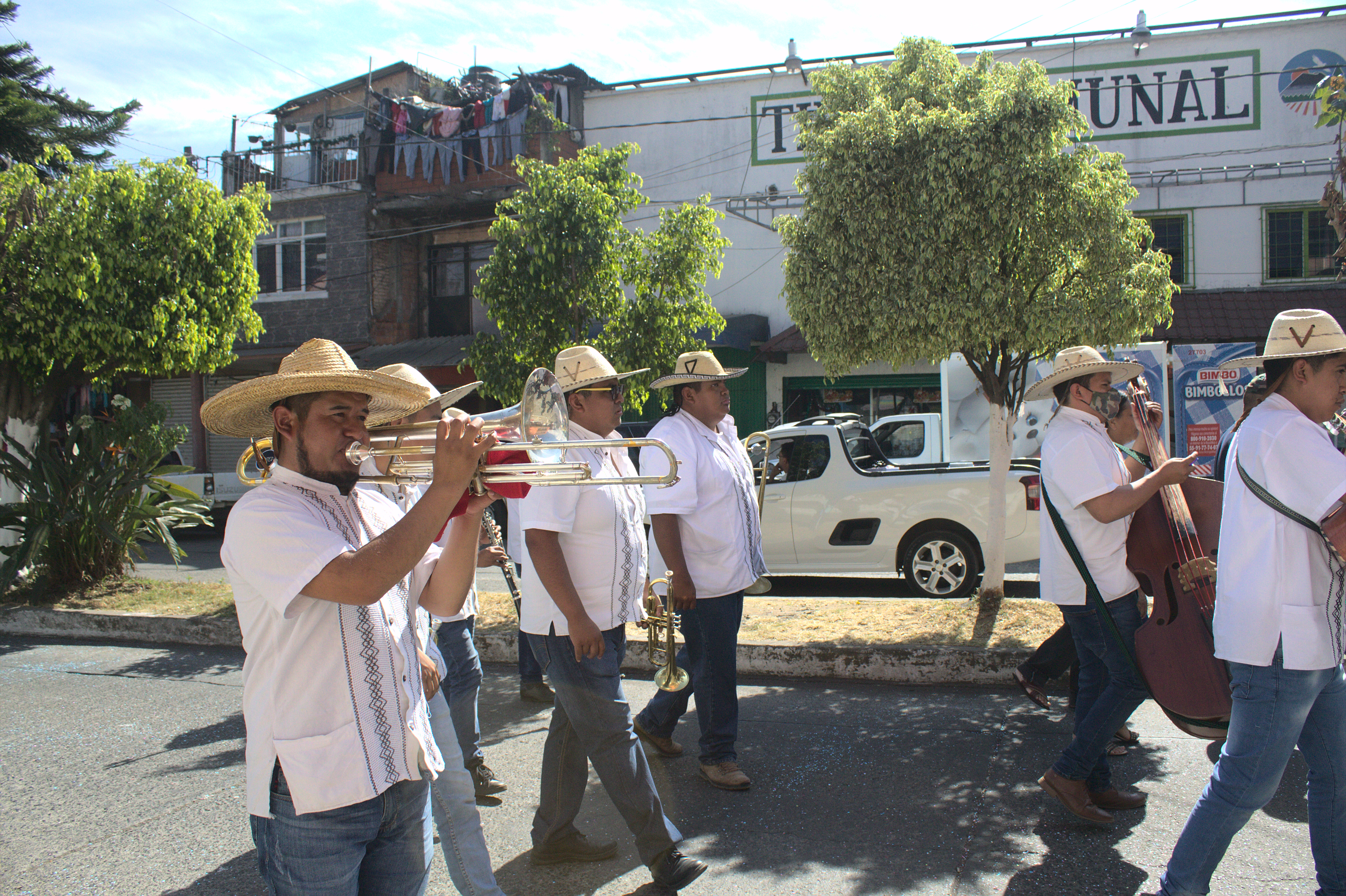
Entrada de la orquesta

## Secuencia de la danza
La danza puede comenzar con un torito interpretado por el Tarepeti y los Kurpites, mientras que la María hace un valseado sutil y elegante. Después intervienen los kurpites con un abajeño, estando el tarepeti y la maringuia en posición de espera; posterior a esto, entra el tarepeti y la María al ritmo de un abajeño. Por último, se despiden los kurpites con un torito, al igual que el tarepeti y la maringuia. Sin embargo, este orden de la danza es meramente subjetiva, ya que la tradicional competencia de los kurpites se realiza un poco diferente, más adelante se hablará de ella.

## Tradicional Competencia de la Danza de los Kurpites de Nuevo San Juan Parangaricutiro

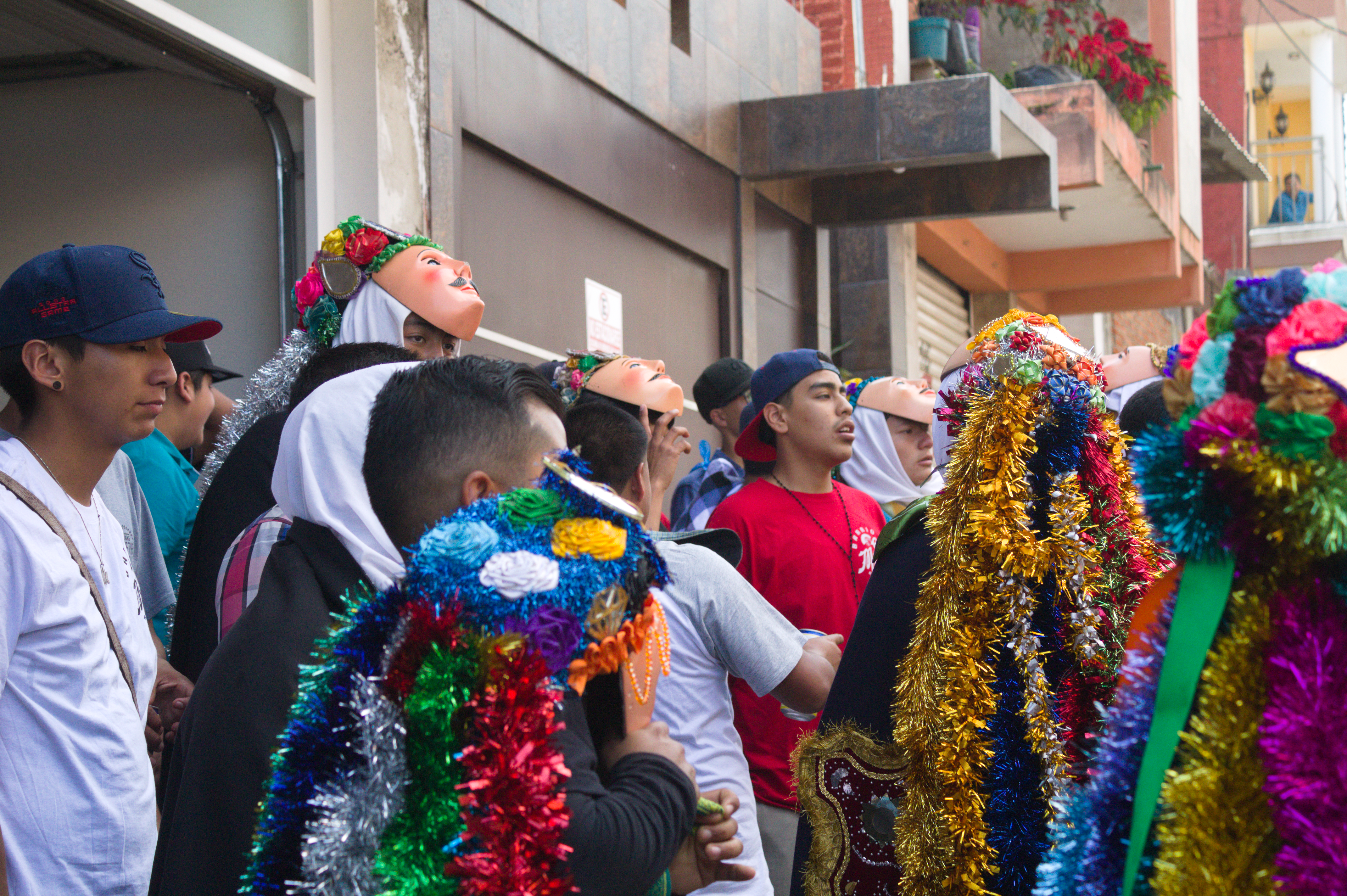
Kurpites y gentío en las llevadas

Se cree que la competencia de los kurpites comenzó entre 1915-1920, porque dos jóvenes compitieron por el amor de una mujer.

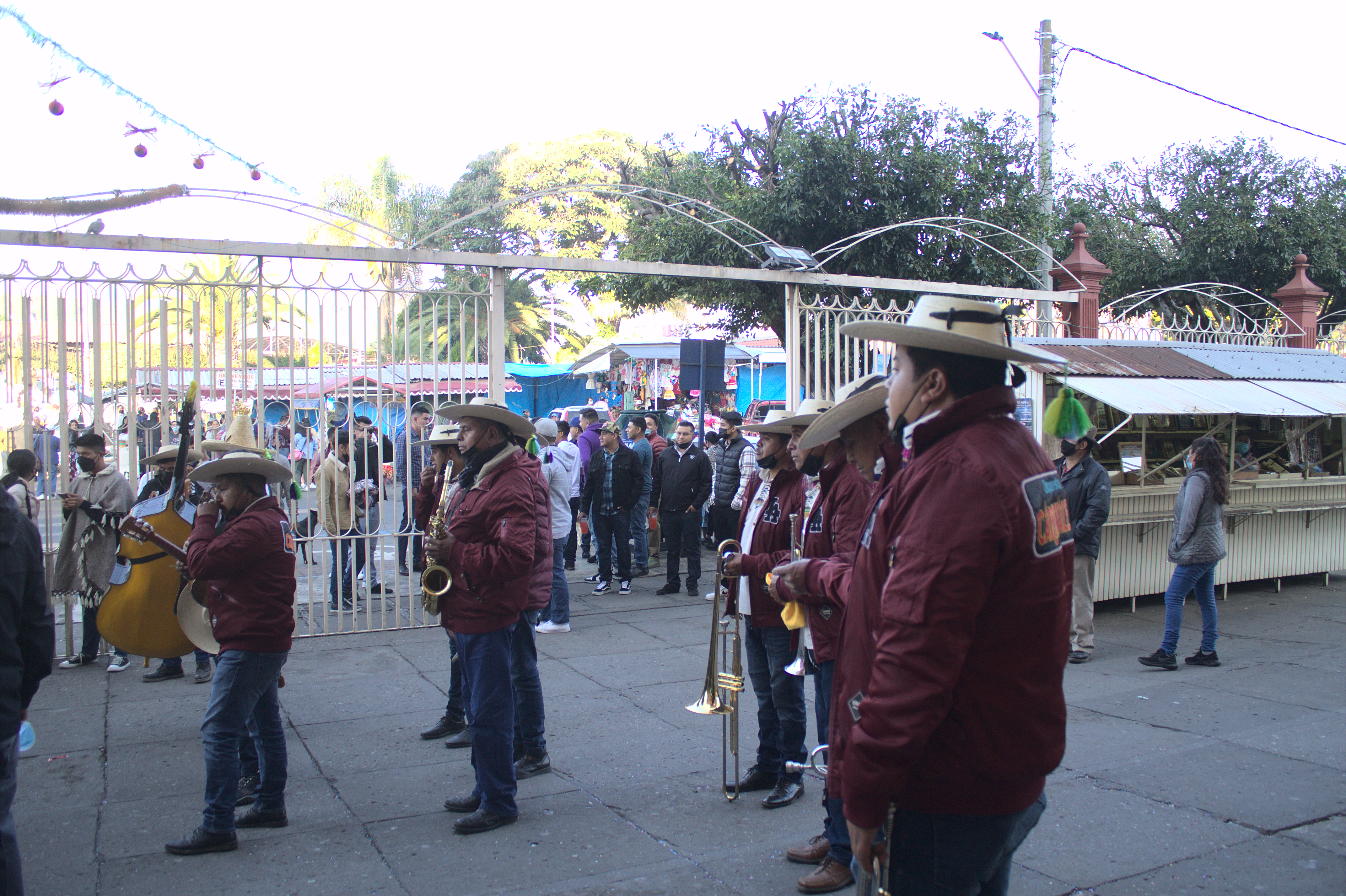
Entrada de la orquesta de la cuadrilla de San Miguel

### 6 de enero
La fiesta de los kurpites comienza el día 6 de enero por la tarde-noche, con la entrada de la orquesta de cada barrio, que acompaña a los kurpites bonitos (llamados así porque son los principales kurpites). La música que acompaña a la danza es una orquesta mixta (de viento y cuerdas), en donde podemos apreciar el clarinete, el saxofón, el trombón, el contrabajo o tololoche, la vihuela, y trompetas. En San Juan Nuevo hay dos barrios principales, el barrio de San Miguel y el barrio de San Mateo. Cada barrio recorre las calles del pueblo, acompañados de su respectiva orquesta, visitando la casa parroquial, la presidencia municipal, la capilla de la virgen del hospital, para posteriormente llegar a la cena. Esta cena se ofrece a lo largo de una calle que es cerrada para que los kurpites, la orquesta y acompañantes puedan cenar.

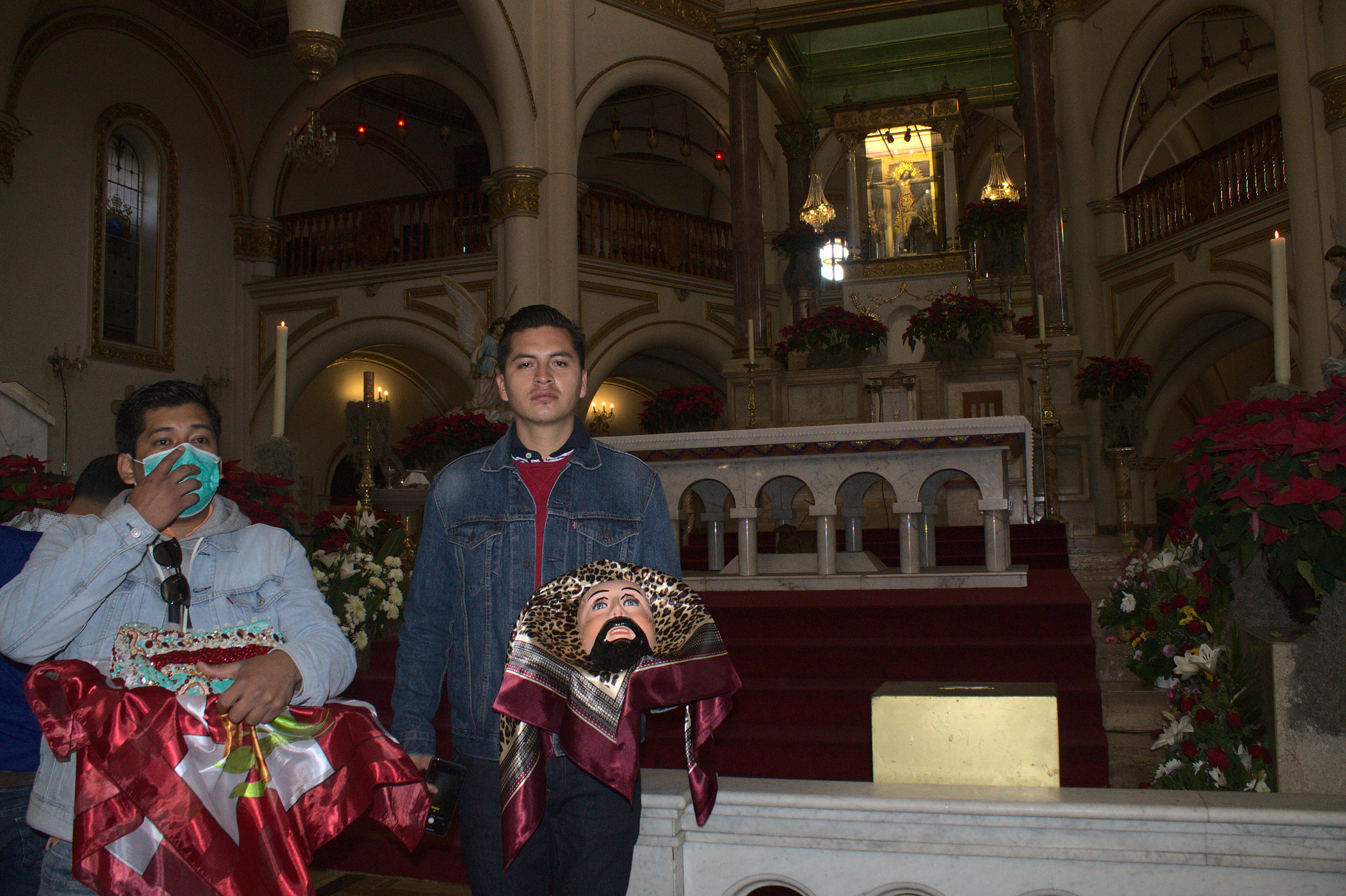
Tarepeti en la misa para la bendición de su traje

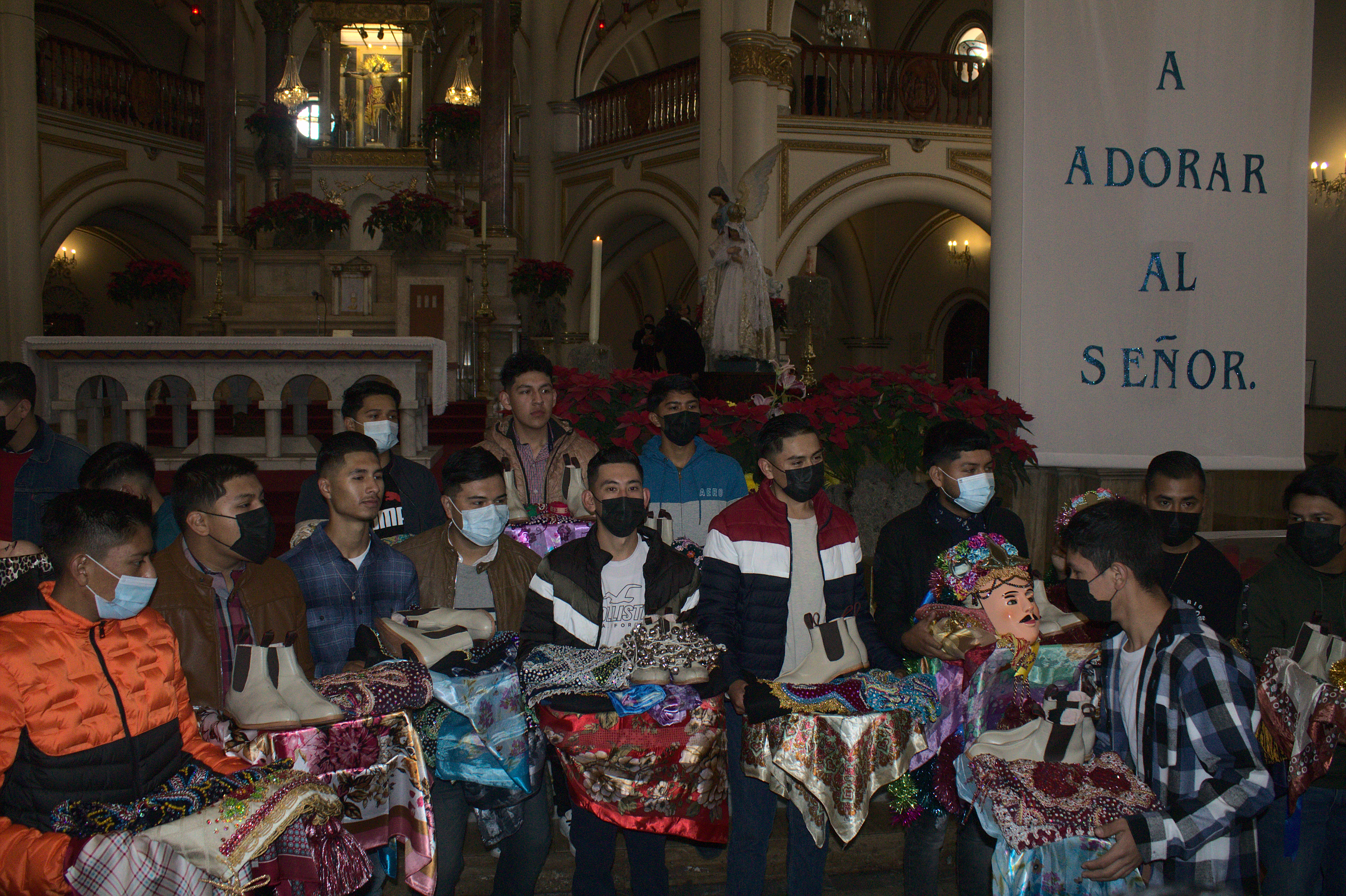
Kurpites en la misa para la bendición de los trajes

### 7 de enero

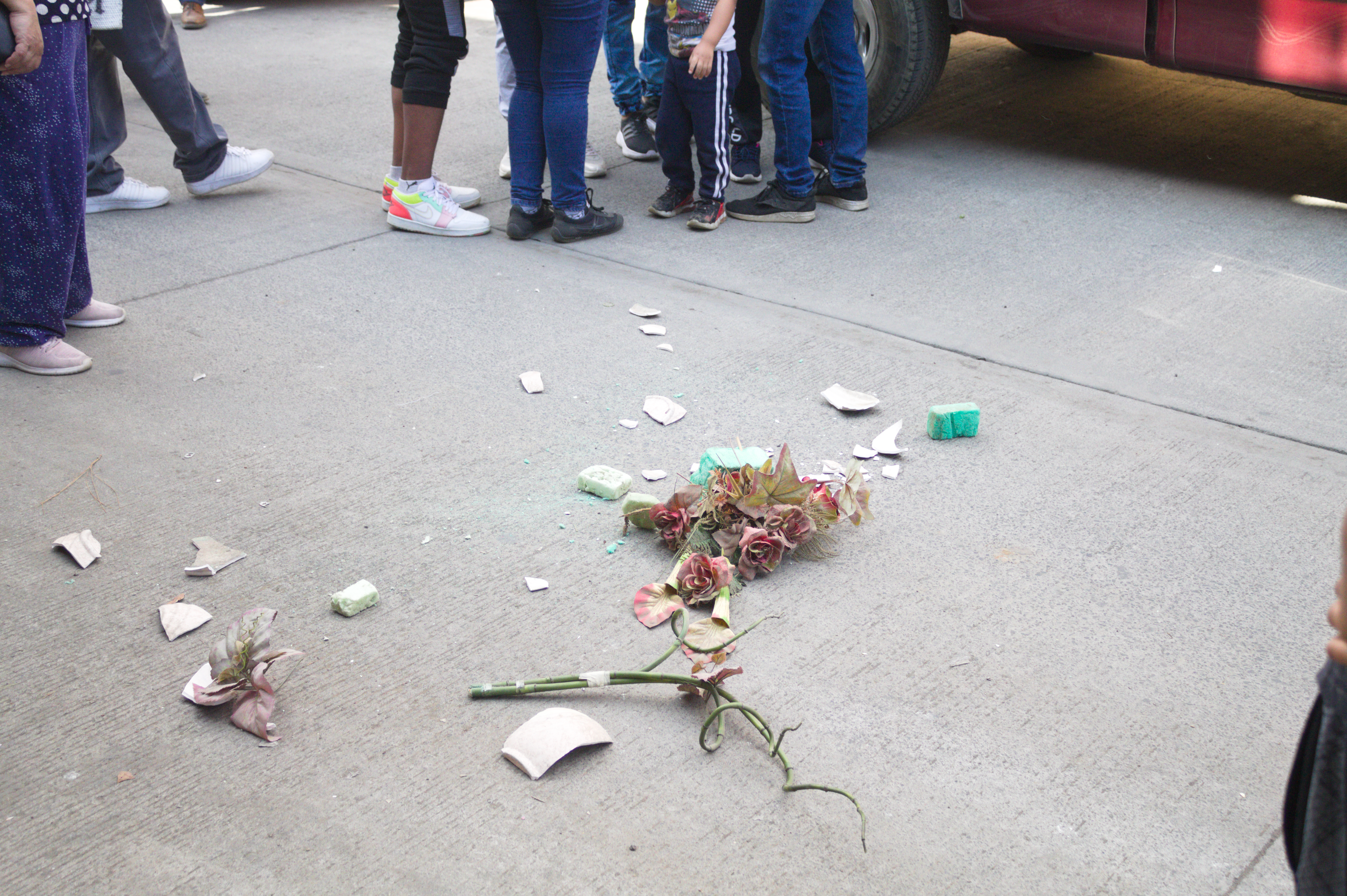
Maseta después de las llevadas

El día 7 de enero, en punto de las 08:00 a. m. se ofrece una misa para que los kurpites, el tarepiti y la maría asistan a bendecir el traje que portaran el día de la competencia. Con fe y devoción sostienen sobre sus manos las botas, encima, cascabeles, máscara, delantales, manga, etc., para que el sacerdote bendiga sus atuendos.
Al finalizar la misa, la orquesta acompaña a los danzantes, mientras toca abajeños y toritos, hasta el almuerzo, que al igual que la cena, se ofrece en una calle cerrada. La tradición dice que los danzantes de los kurpites bonitos deben ser jóvenes solteros, por lo tanto, quien ayuda a realizar el vestuario del danzante es la novia del mismo, si no tiene, pues lo hace algún familiar. Es entonces que este día comienzan con las llevadas de la danza y orquesta a las casas de quienes ayudaron a confeccionar el vestuario de los jóvenes. Ya en las llevadas, los que van en el gentío pasan a la casa de quien le están danzando para robar una maceta y arrojarla a la calle, esto en señal de que sí le abrieron la puerta a quien llevó la danza y, por ende, ya pasaron a bailar.
Terminando con las llevadas se pasan a la comida, que igualmente es en una calle cerrada.
Ya en la noche, se realiza la entrada de los kurpites feos de cada barrio, con su propia orquesta. Algunos de estos danzantes ya participaron en la competencia de los kurpites bonitos, y por lo regular son casados.

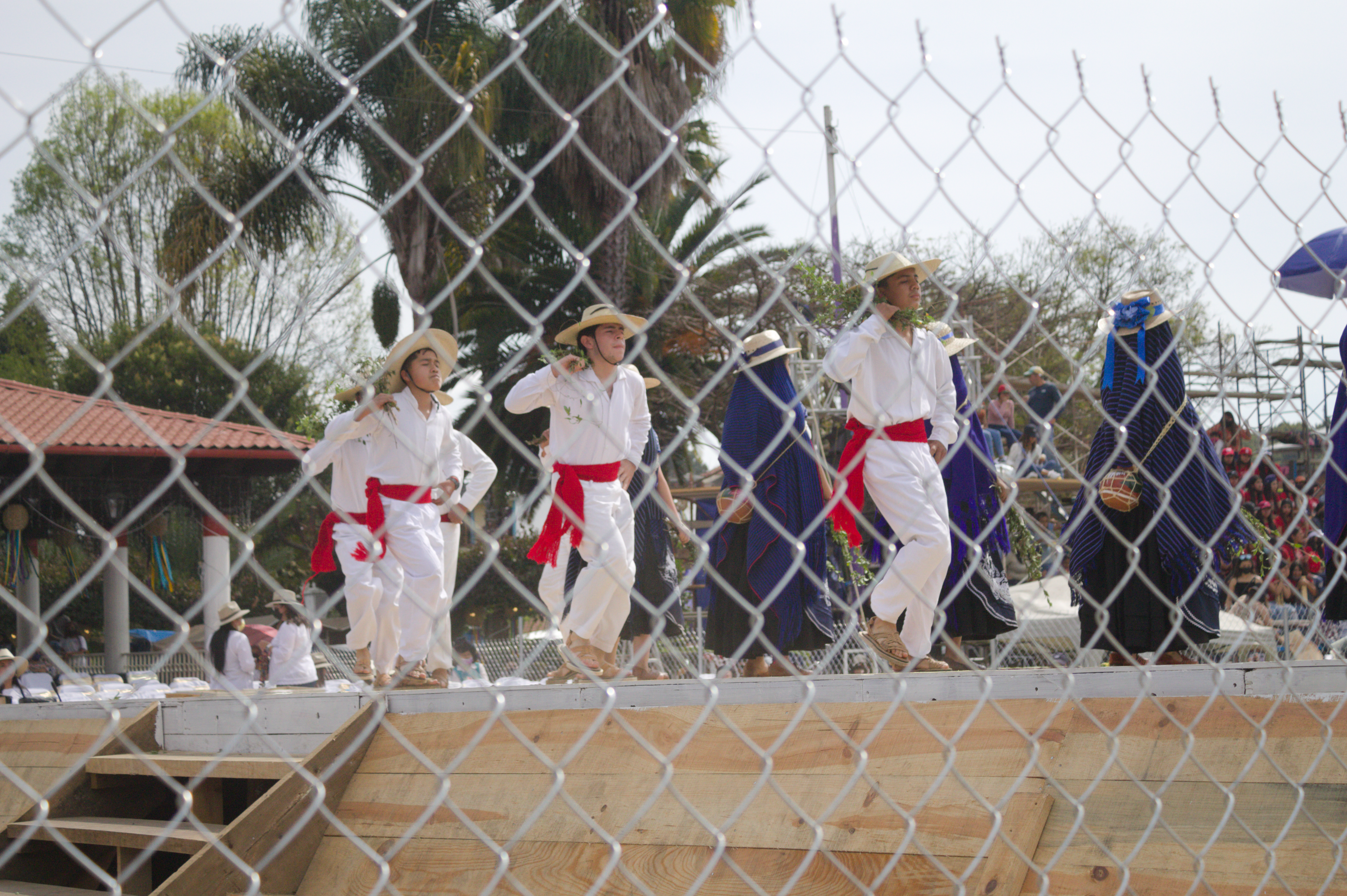
Danza del Tsimáni Uarhari, en la Competencia de los Kurpites

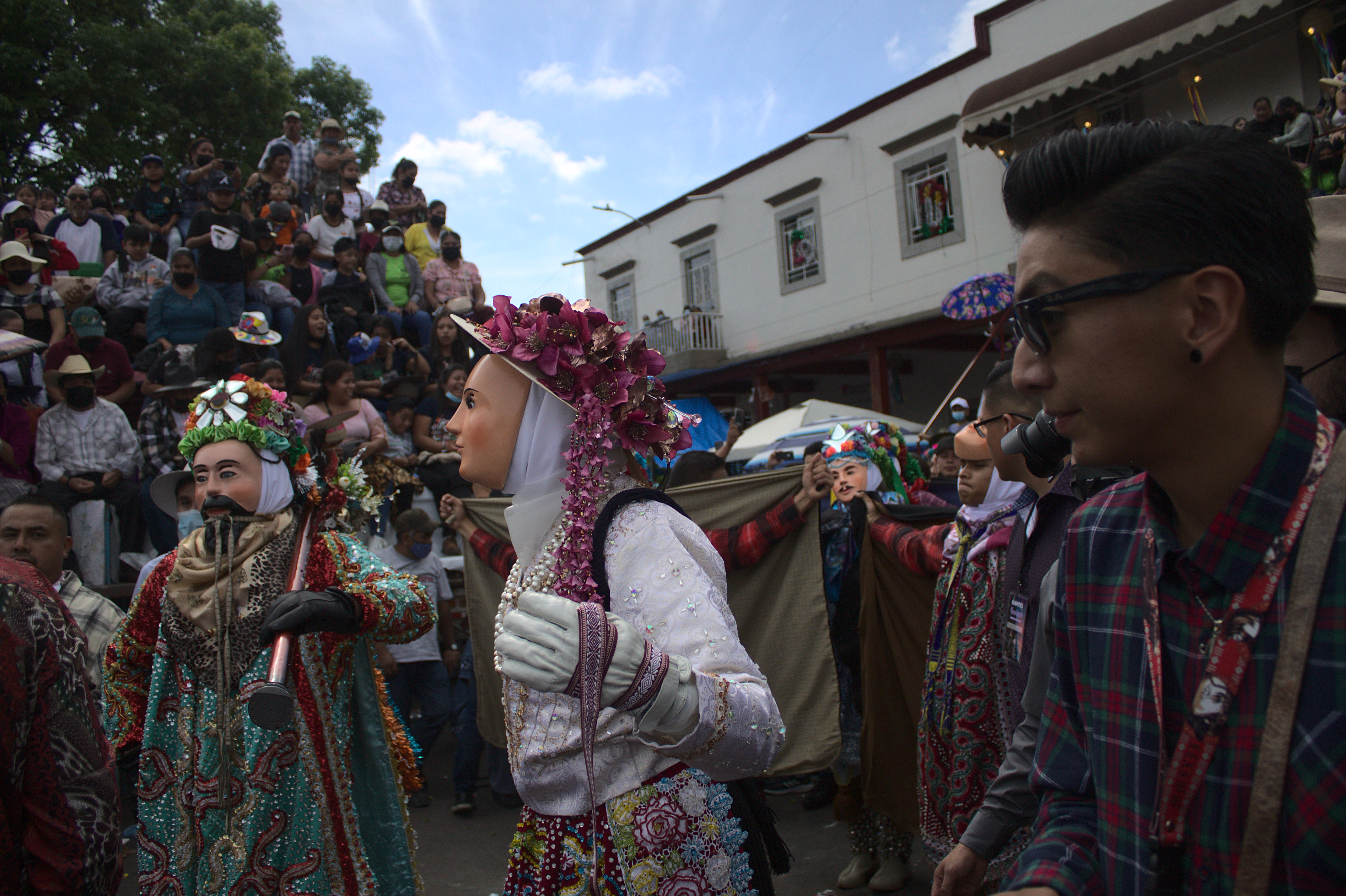
Entrada del Barrio de San Miguel al entarimado

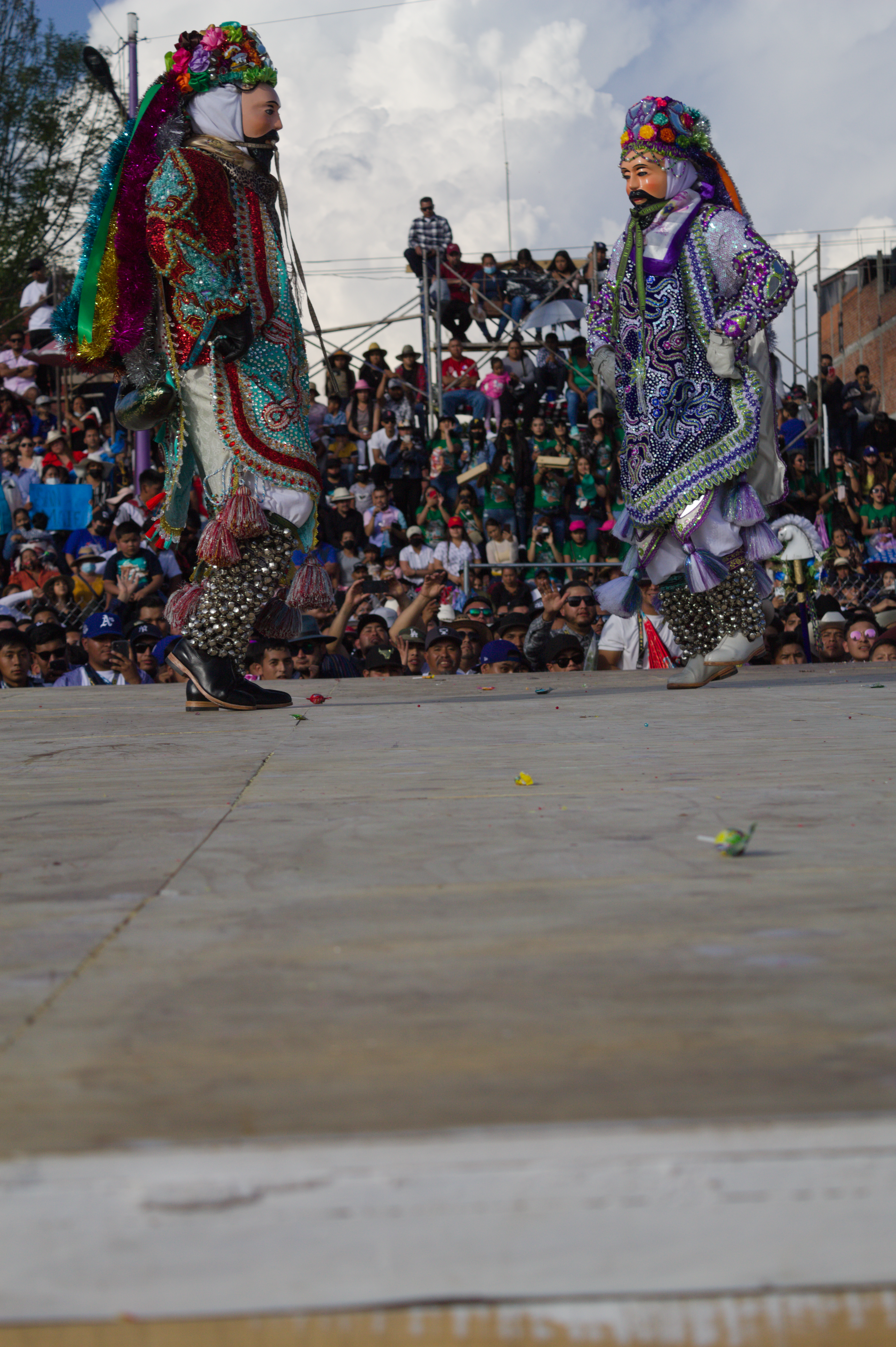
Duelo de Tarepetis

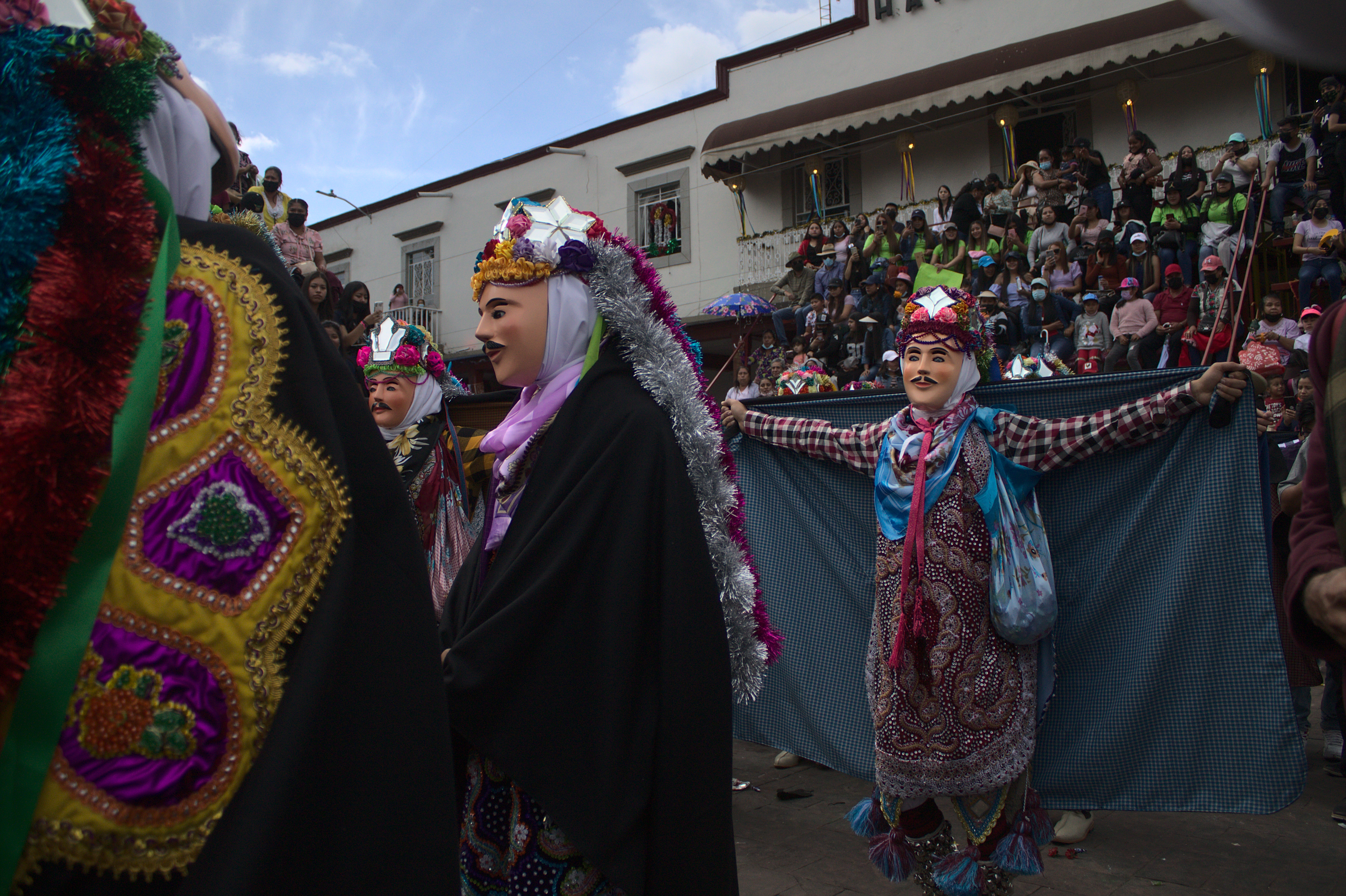
Kurpites entrando a la plaza principal

### 8 de enero

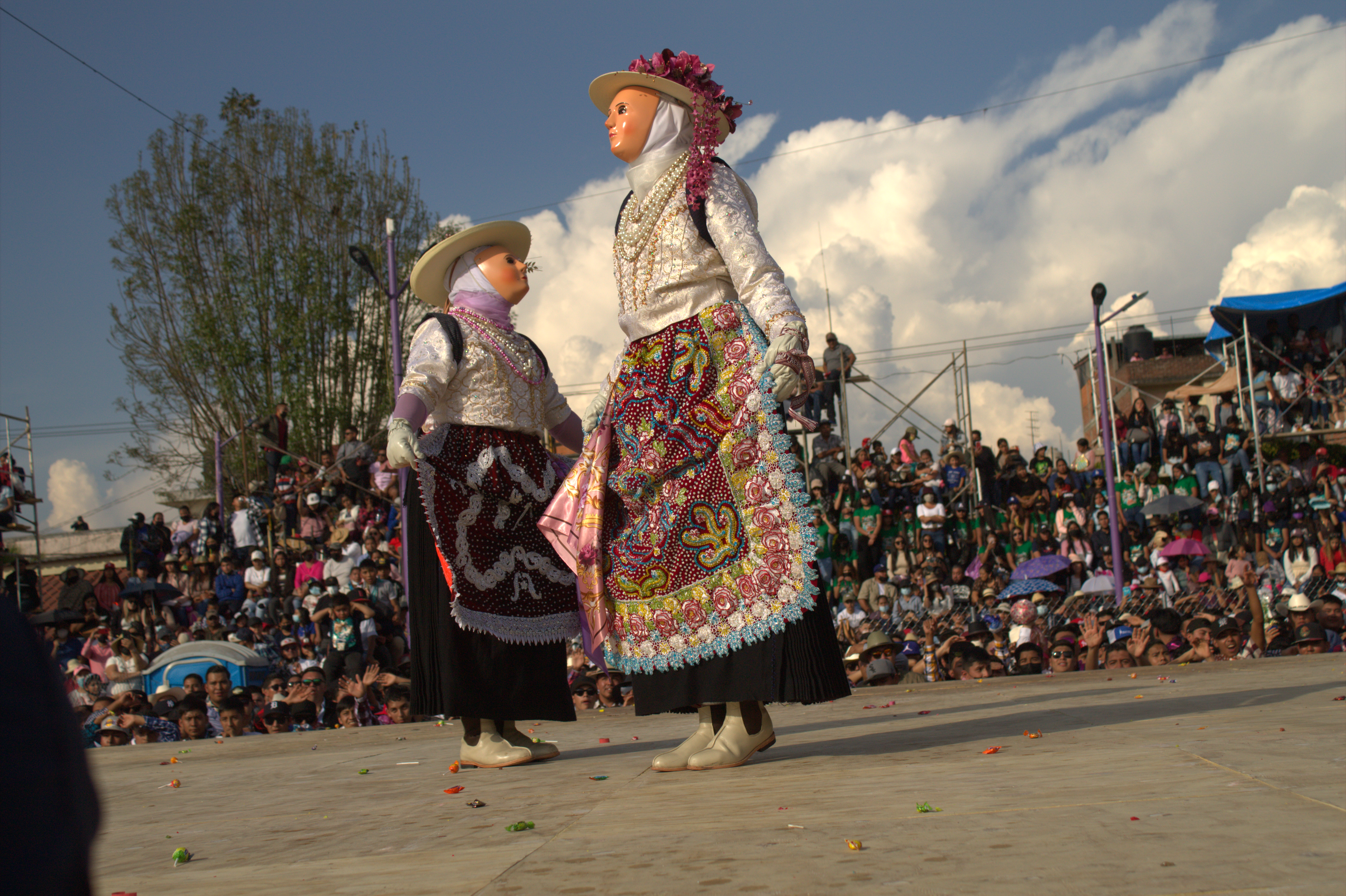
Duelo de Maringuías

El 8 de enero es el día de la competencia; este día comienza con el ofrecimiento del desayuno por parte de los encabezados. Asimismo, en ese lugar se preparan para el enfrentamiento, con los trajes ya bendecidos se visten el Tarepeti y la Maringuía. El evento comienza a medio día con un programa cultural, en donde se presentan algunas danzas de la región. Posteriormente, arriban las dos cuadrillas a la plaza principal del pueblo. Su llegada es sinónimo de felicidad y alegría, ya que van aventando dulces a los espectadores que se encuentran alrededor del entarimado.
El desarrollo de la competencia se hace de la siguiente manera: Presentación de los kurpites del barrio de San Miguel y Presentación de los kurpites del barrio de San Mateo, que incluye un torito y un abajeño. Dos kurpites del barrio de San Miguel y dos kurpites del barrio de San Mateo bailan dos abajeños, cada orquesta toca uno. El Tarepeti del barrio de San Miguel baila con la María del barrio de San Mateo, después el Tarepeti del barrio de San Mateo baila con la María del barrio de San Miguel, cada Tarepeti baila dos abajeños, cada orquesta toca uno. La María del barrio de San Miguel se enfrenta a la María del barrio de San Mateo bailando dos sonesitos y dos jarabes, cada orquesta toca un son y un jarabe. El Tarepeti del barrio de San Miguel se enfrenta al Tarepeti del barrio de San Mateo, bailando dos abajeños y dos jarabes, cada orquesta toca un abajeño y un jarabe.
En esta ocasión, en la edición 2022, las dos cuadrillas bailaron una tercera melodía en abajeño, jarabe y sonesito, pues había una orquesta neutral.
Al finalizar se dan a conocer los resultados de la competencia, en esta ocasión el barrio de San Miguel fue quien se llevó el primer lugar en presentación de Kurpites, en dos Kurpites, en Marías y en los Tarepetis.
Al término de la competencia de los kurpites bonitos, comienza la competencia de los kurpites feos; estos kurpites son antiguos bailadores de los kurpites bonitos, así como hombre casados. Ellos llevan máscaras de plástico, o de madera, de personajes de películas de terror, de personajes políticos, entre otras; no bailan sones y abajeños considerados como tradicionales, sino cumbias, salsas, corriditas u otro baile de moda, ejecutando los pasos grotesca y divertidamente.
Al mismo tiempo, el barrio ganador de los kurpites bonitos va al templo del Señor de los Milagros a danzar para agradecer por el triunfo obtenido. Para terminar el día, se ofrece una cena por parte del barrio.

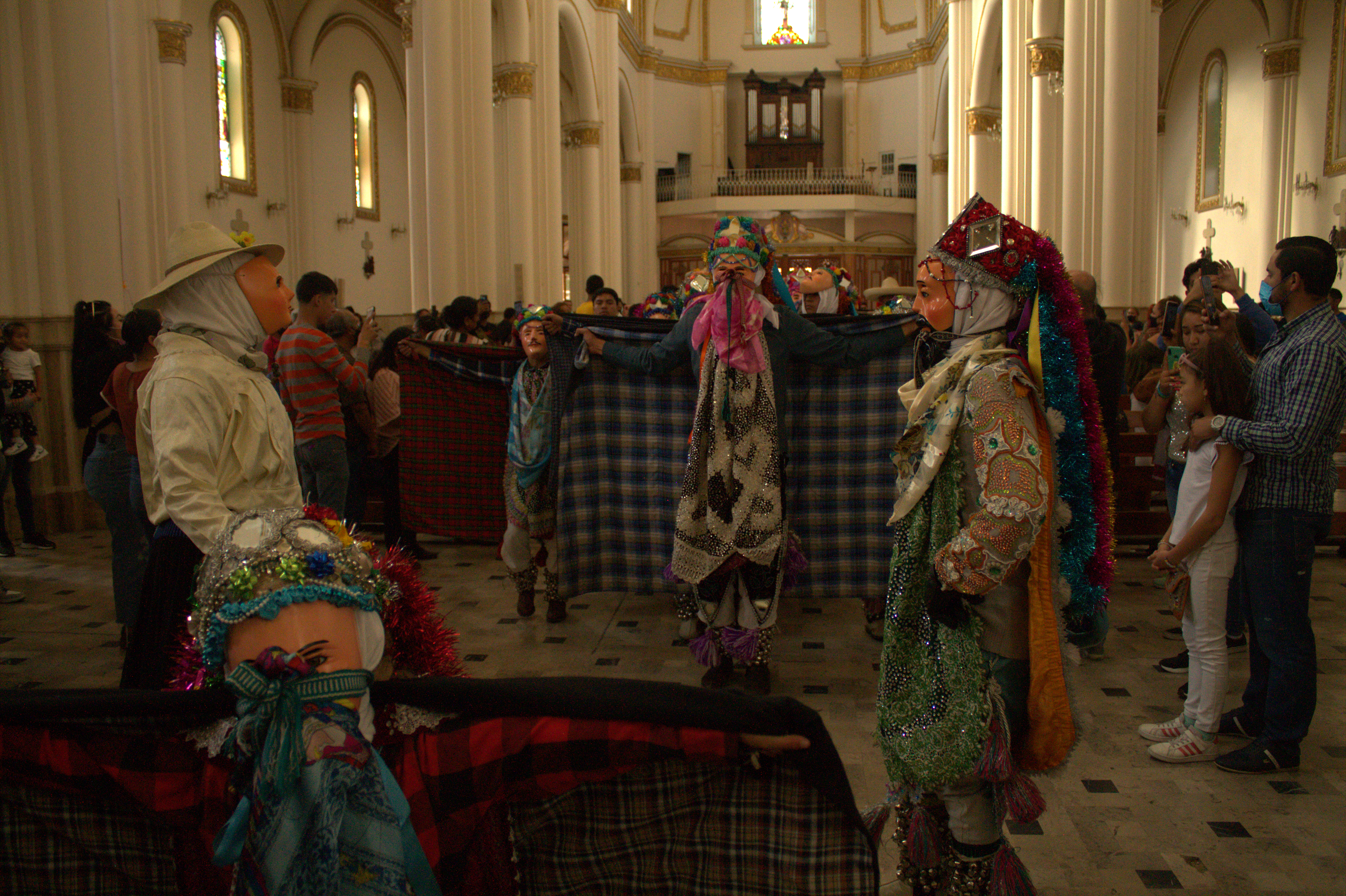
Agradecimiento al Señor de los Milagros

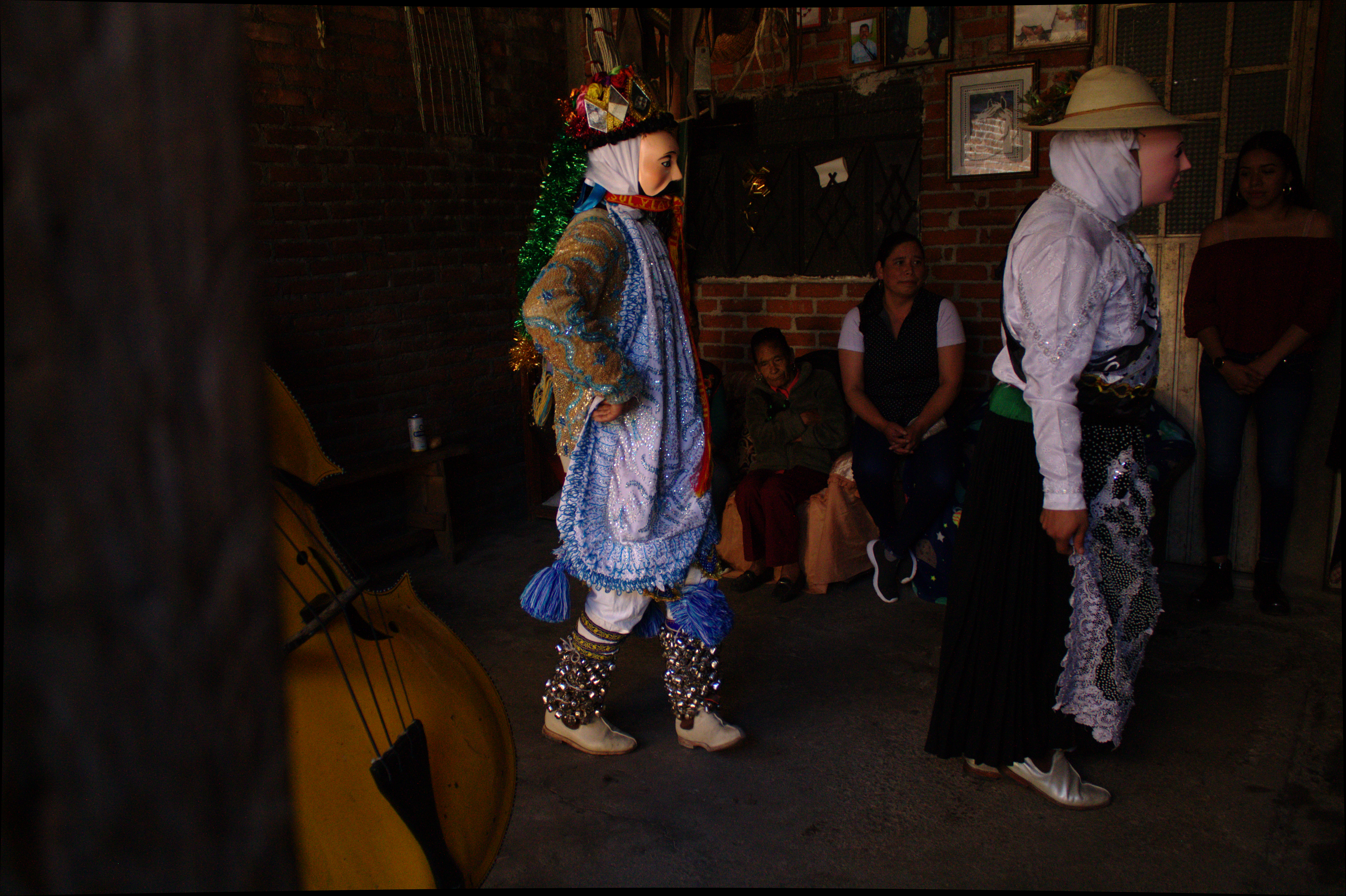
Llevada en casa de la novia de un danzante

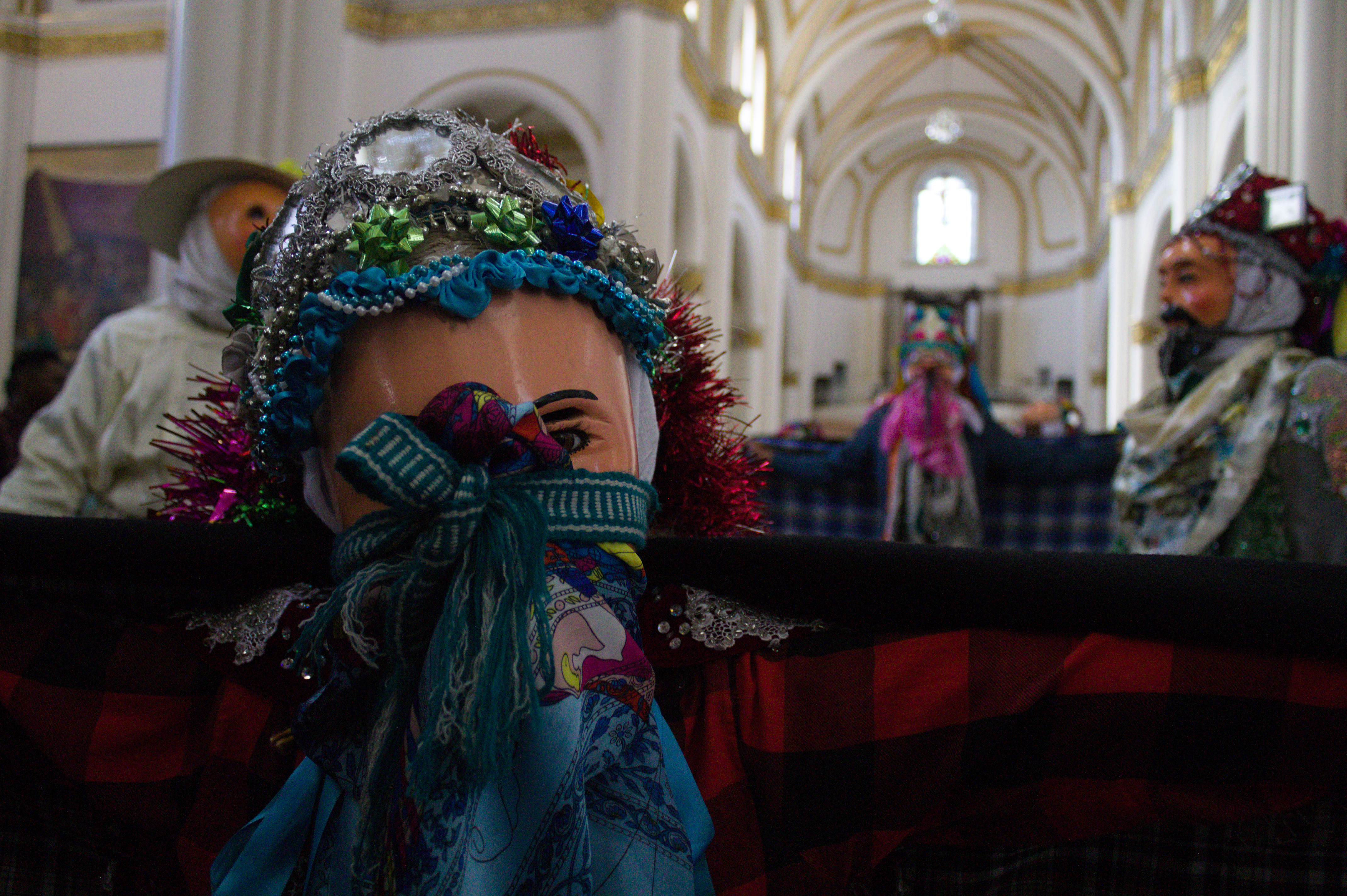
Agradecimiento en la Iglesia del Señor de los Milagros

### 9 de enero
El día 9 de enero, por la mañana, el barrio que no resultó ganador va a bailar al templo del Señor de los Milagros por haberle permitido participar en la competencia, y haberles dado la fortaleza para realizar todo lo que conlleva la competencia, como es la realización de los trajes, las comidas, la organización, ensayos, etc., y arriba del entarimado haber ejecutado la coreografía y los pasos de buena manera.
Asimismo, por la mañana y al medio día, los jóvenes vuelven a llevarle la danza a sus novias o quienes ayudaron a realizar la vestimenta de los kurpites, por lo que hacen la misma dinámica, agregando que en esta ocasión le roban los peluches y perfumes a la novia del kurpite, y a cambio le regala chocolates.
Este día, en la explanada de la plaza principal, por la tarde se da el cierre de la competencia anual de los kurpites de San Juan Nuevo Parangaricutiro.

## Personajes de la danza
Los personajes dentro de la danza son: los kurpites (que representan a los apóstoles y al pueblo), el tarepeti (que representa a san José), y la maringuia o maría (que representa a la virgen María).

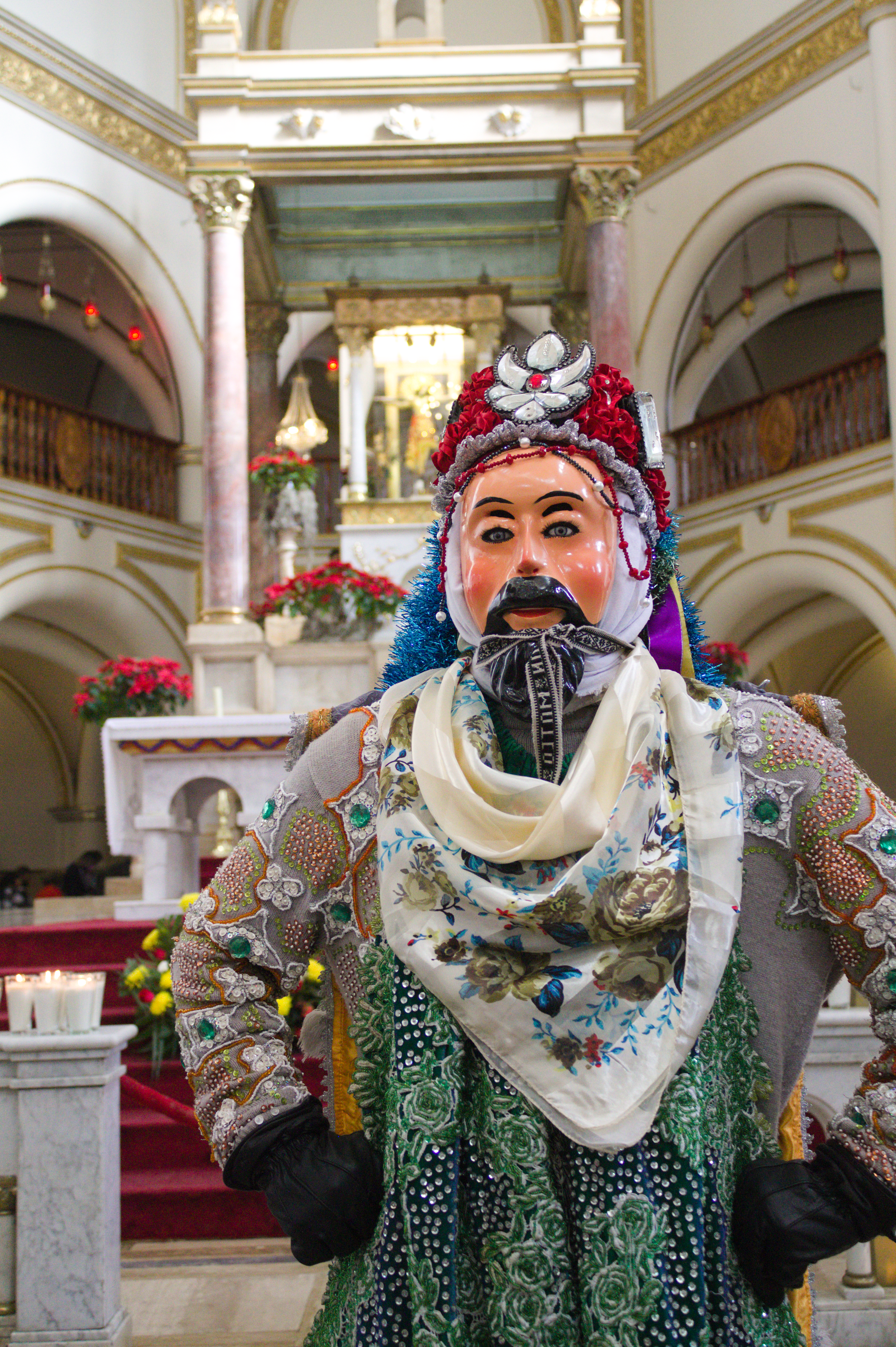
Tarepeti en la Iglesia del Señor de los Milagros

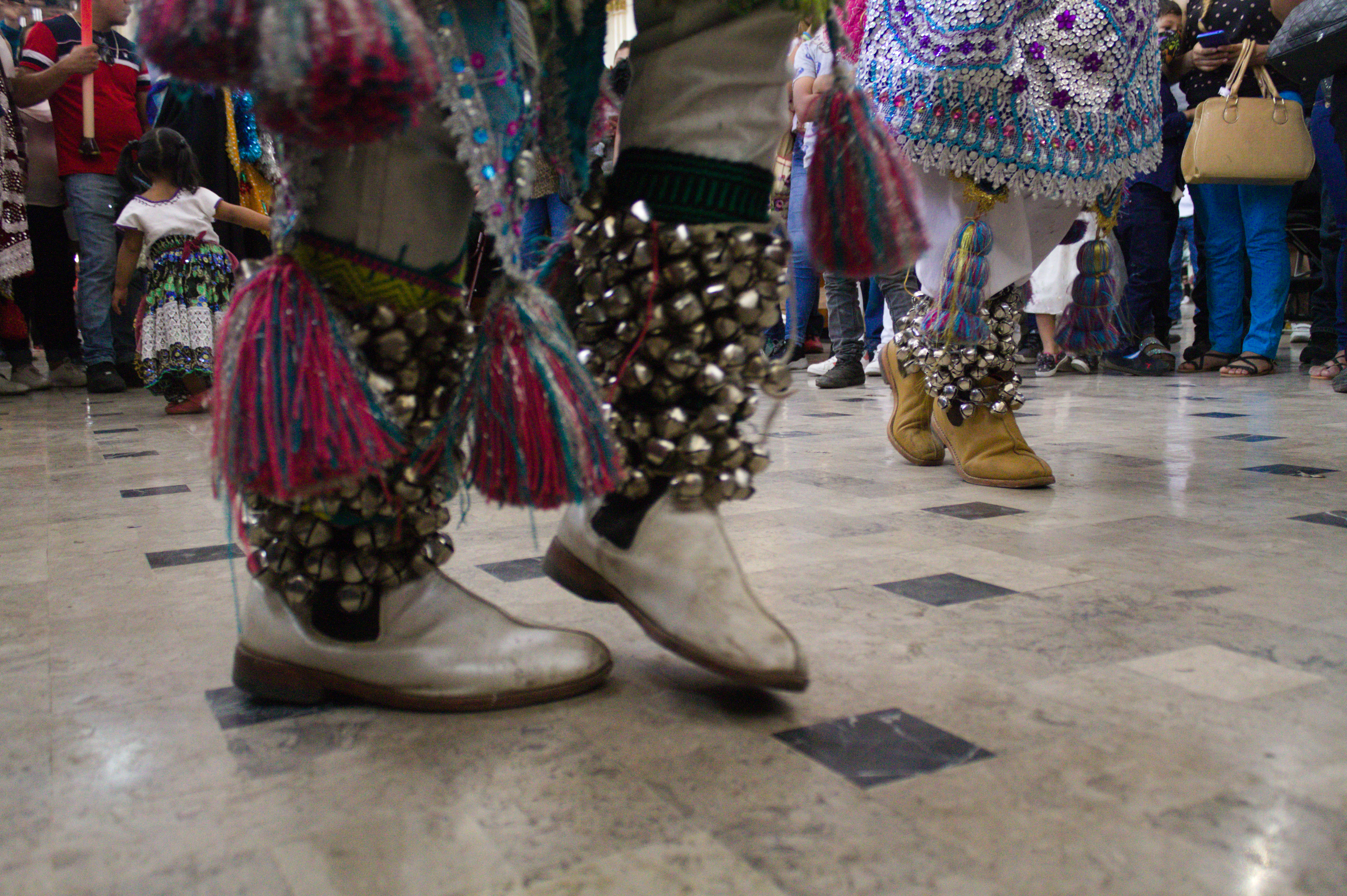
Cortes y adornos en los pasos

### Vestuario del Tarepeti
El danzante que representa al Tarepiti porta un tapalo o paño blanco para cubrirse la cabeza y parte del rostro. Lleva una máscara de madera de aguacate, con facciones de una persona adulta con barba, representando a San José; en la parte de la cabeza lleva una cabellera adornada con listones, flores de listones, escarcha de diferentes colores, pelo de cola de caballo color blanco, espejos recortados para formar alguna figura que el danzante prefiera. Amarrado al cuello porta una mascada. En el cuerpo, en la parte del tronco lleva un suéter confeccionado con chaquira, lentejuelas, entre otras, formando figuras geométricas o curvilíneas. En la espalda trae un capotillo, igualmente adornado con chaquira y lentejuelas. Colgado en diagonal en su tronco porta un guaje pintado con figuras orgánicas y el nombre del barrio al que representan. En la parte de enfrente del tronco trae un delantal adornado con lentejuelas, chaquiras y espejos, con formas geométricas o curvilíneas haciendo representaciones al sol. En las manos porta guantes negros, así como un bastón, más conocido como caballito, con forma de burrito y adornado de flores artificiales y una campanita. En la parte de las piernas utiliza un calzón de manta, así mismo trae una encima adornado con motitas, lentejuelas y espejos. En las piernas utiliza unas fajitas, y unos cascabeles para hacer sonar su zapateado sutil que va al ras de piso. Por último, utiliza unas botas de cuero, características de esta danza.

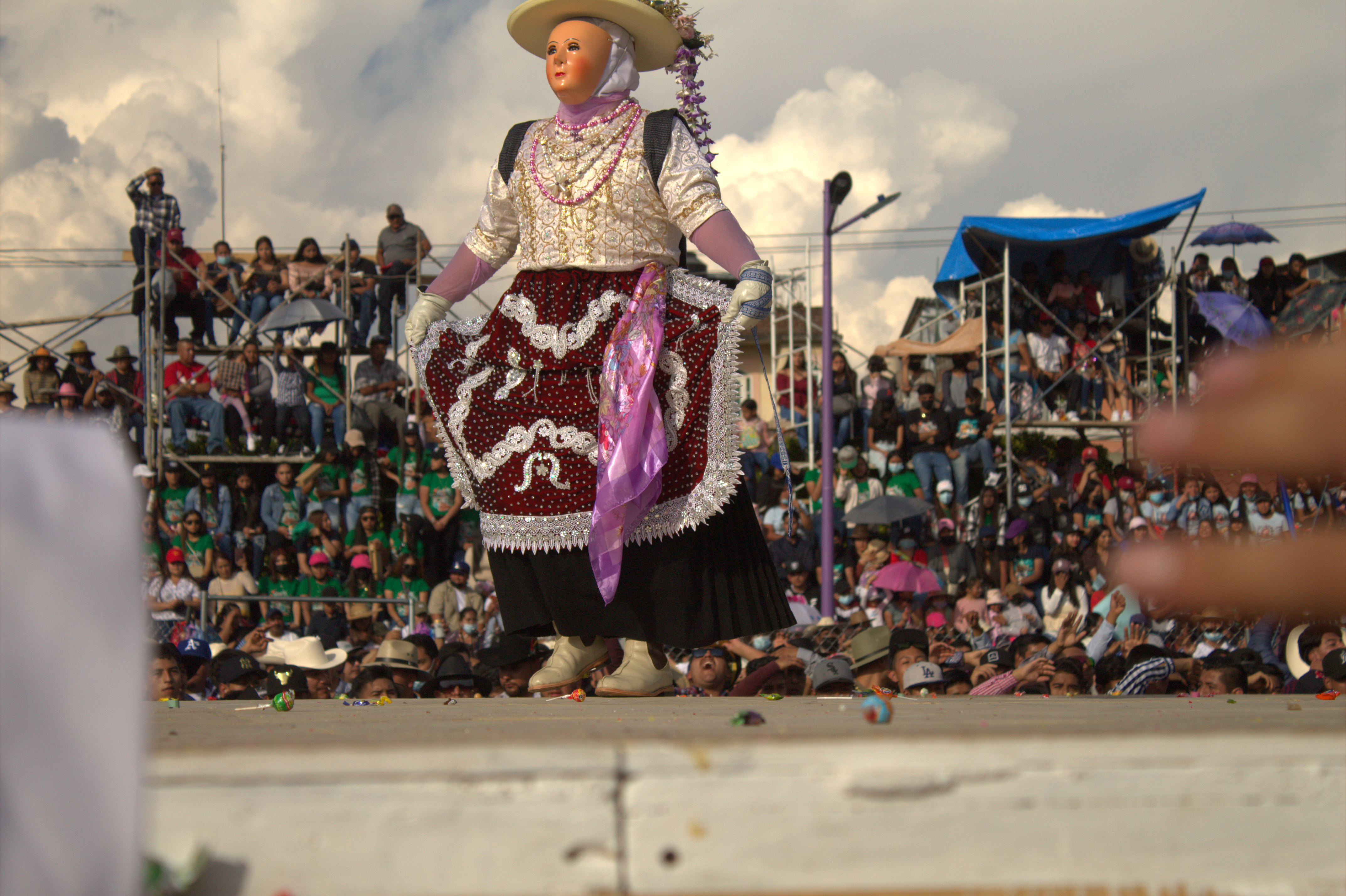
Maringuía en el entarimado

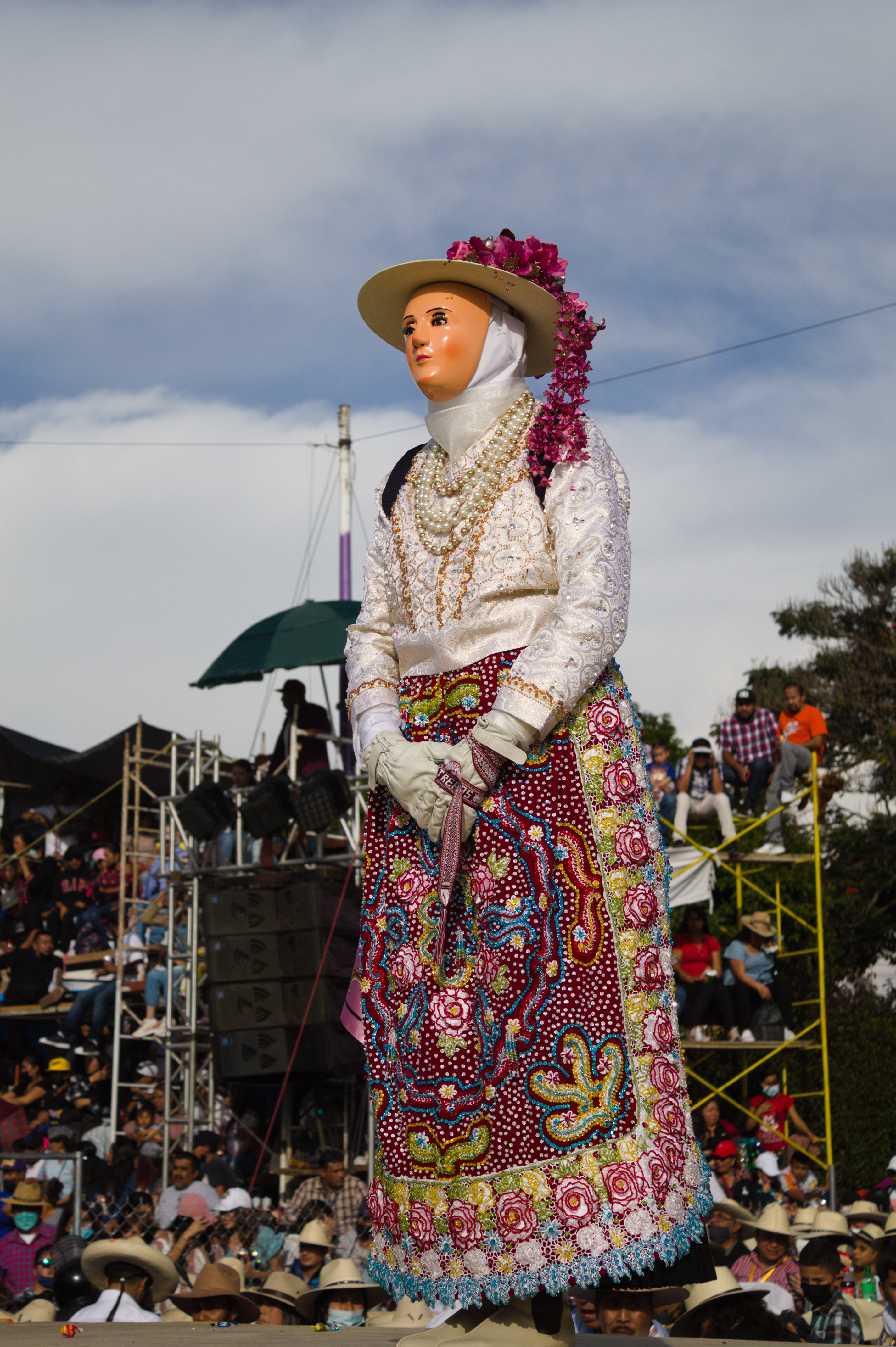
Maringuía en el entarimado

### Vestuario de la Maringuía
El danzante que representa a la Maringuia igualmente porta un tapalo o paño blanco para cubrirse la cabeza y parte del rostro. Utiliza una máscara con facciones de una mujer, representando a la Virgen María. En la cabeza usa un sombrero típico de la región, adornado solamente en la parte derecha con flores artificiales, tiras de chaquiras y cristales. En el cuello lleva un pedazo de tela de gasa blanco, así como collares de diferentes tamaños de colores dorados. Porta una blusa manga larga adornada con lentejuelas, chaquira y cristal cortado, con figuras orgánicas. Lleva un rebozo amarrado a la espalda pasando por debajo de los brazos y los hombros. En las manos trae guantes color blanco, así como una fajita enrollada en su mano derecha, la cual extiende cuando le toca bailar el son de las Marías. Trae un delantal adornado con chaquira, lentejuela y cristal cortado, formando figuras naturales orgánicas, haciendo alusión a la luna. Porta unas nahuas blancas, un rollo negro como falda. Por último, usa las mismas botas características de esta danza.

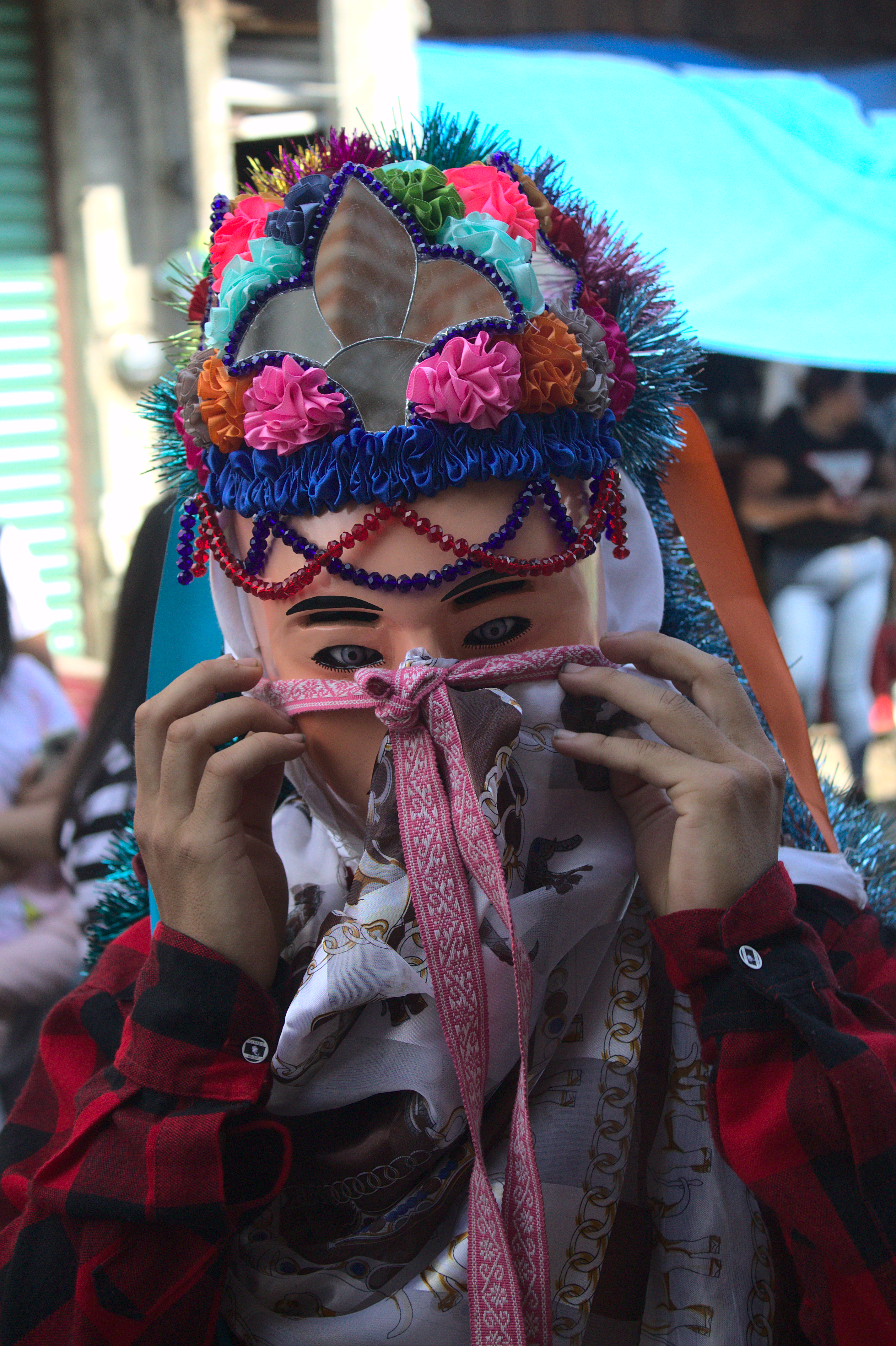
Kurpite en las llevadas

### Vestuario de los Kurpites
Los kurpites, igualmente portan un tapalo o paño blanco para cubrir su cabeza y rostro. Llevan una máscara de madera con rasgos de una persona joven, pero con bigote, representando a la comunidad y los apóstoles. Traen una mascada que cubre parte de la máscara y el cuello. Traen camisa de cuadros. Llevan delantales adornados con figuras geométricas orgánicas de chaquira, lentejuela. Colgado en su brazo traen una mascada llena de dulces, los cuales arrojan cuando llegan a la plaza principal del pueblo. Traen consigo una manga a manera de capa, la cual extienden cuando danzan, esta tiene adornos de lentejuela solamente al centro. Portan calzón de manta, al igual que una encima adornado con motitas, lentejuelas, espejos, etc. Usan cascabeles para acentuar su zapateado, y por último, las botas características de esta danza.

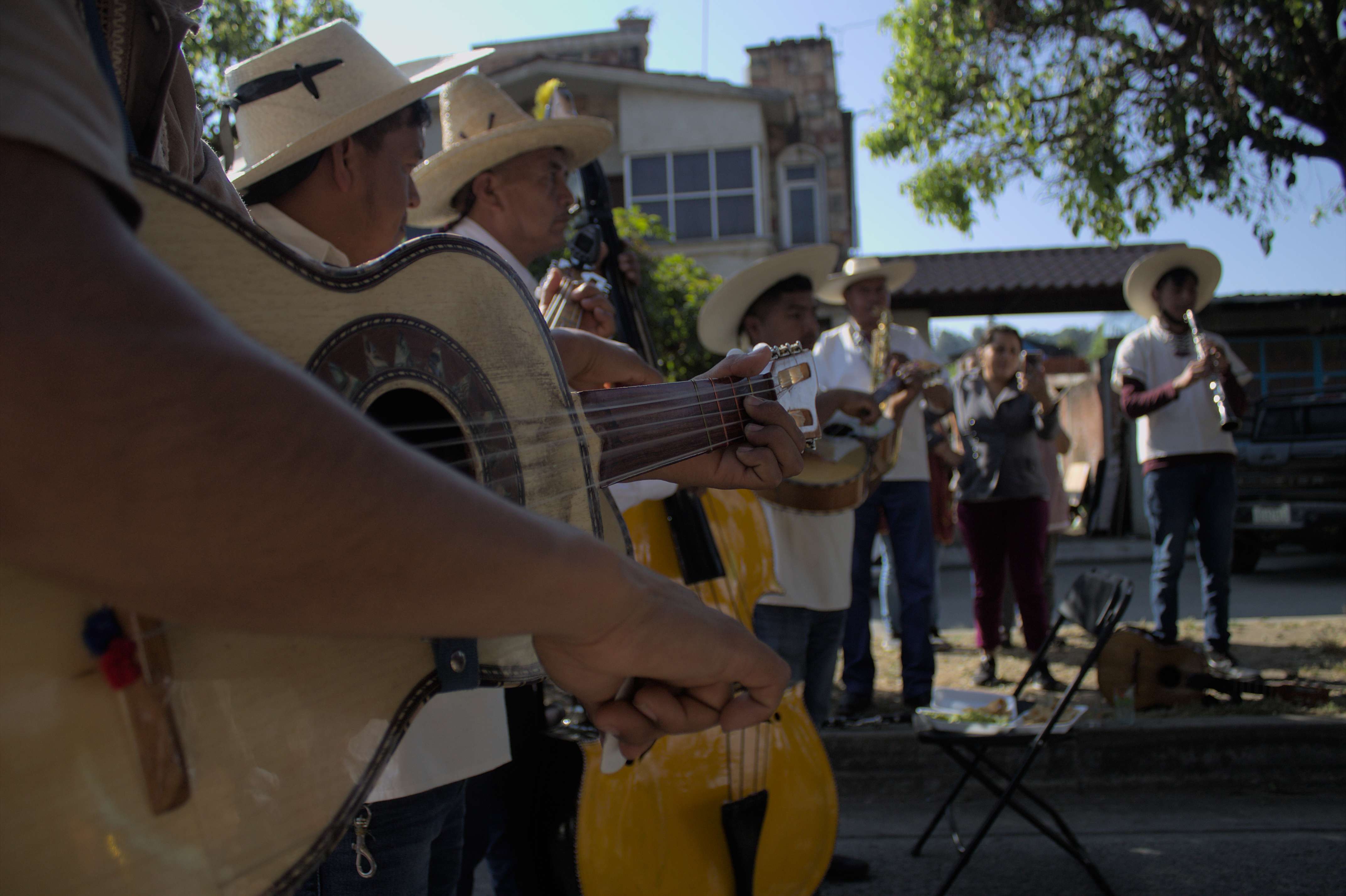
Orquesta Carnavalera

## Tipo de música que acompaña a la danza
La música que acompaña a la danza es una orquesta mixta (de viento y cuerdas), en donde podemos apreciar el clarinete, el saxofón, el trombón el contrabajo o tololoche, la vihuela, y trompetas. Algunas orquestas más representativas que acuden a la competencia son la Orquesta Mintzita Purhépecha, La Orquesta Los Sánchez, La Orquesta Carnavalera de Cherán, La Orquesta Hermanos Morales de Capácuaro, entre otras.

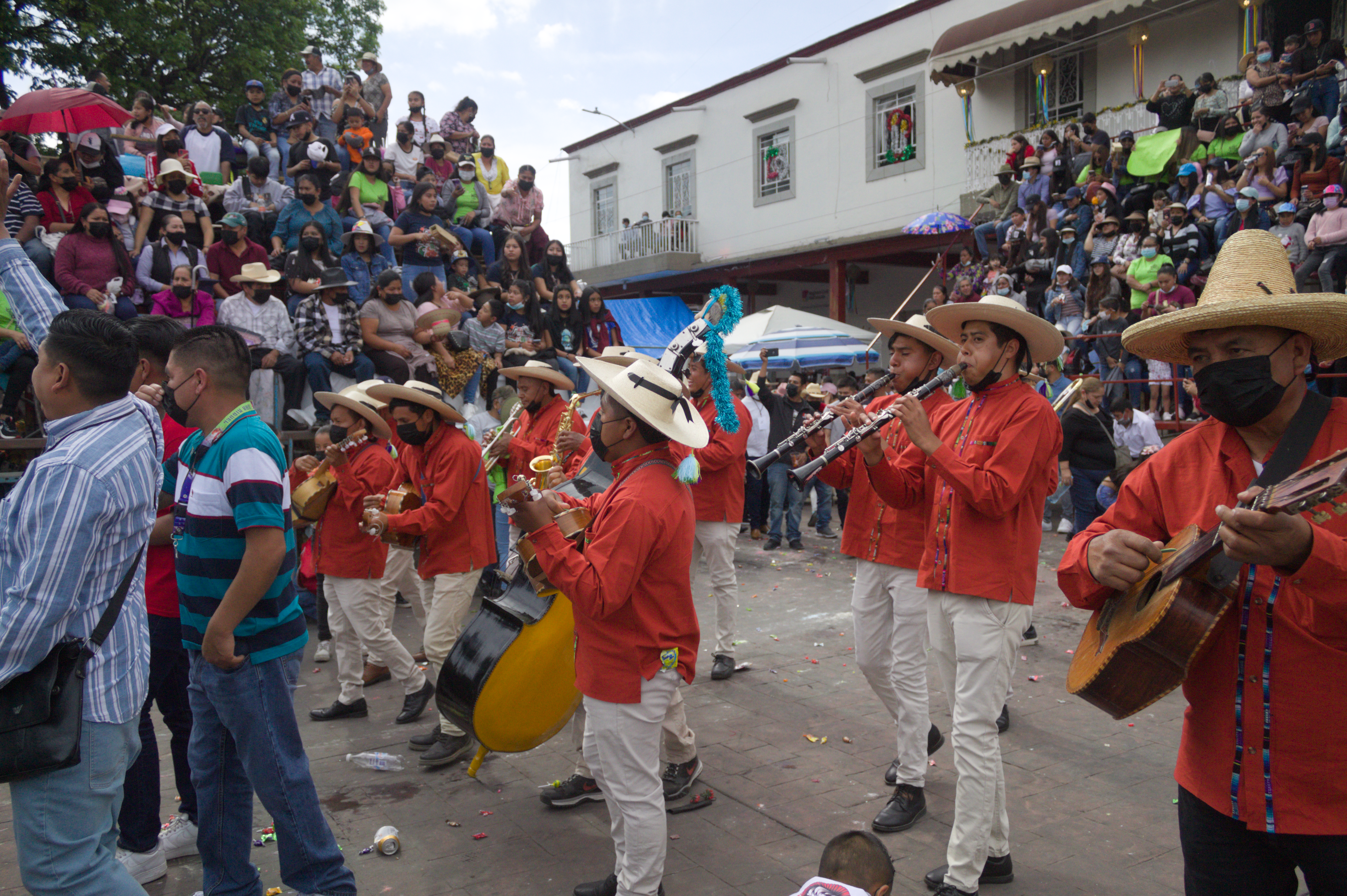
Orquesta Carnavalera entrando al entarimado

Los géneros musicales que interpretan las orquestas y que acompaña a la danza, son los tradicionales que se interpretan en la meseta purhépecha: El torito, el son antiguo, el abajeño, y el jarabe. El primero es obligatoriamente la entrada en esta competencia; es una música ágil, carnavalesca, de convocatoria y unidad, por ellos es que se destina a la entrada de los kurpites. El son antiguo es, en contraste con el ritmo anterior, ceremonioso, suntuoso, que se interpreta en las bodas, en los sepelios. El abajeño constituye un ritmo más rápido y vigoroso que se presta para que lo ejecuten los danzantes expertos y con capacidad de improvisación. El jarabe es igual de armonioso que coadyuva a mantener el estado de ánimo del observador, y que exige a los danzantes un buen conocimiento de la música, el ritmo, los compases, los pasos y la coreografía.

## Conservadores de la danza
En San Juan Nuevo Parangaricutiro, la danza es conservada por los barrios de San Miguel y San Mateo; además, hay algunos grupos de kurpites en el pueblo que ejecutan la danza en festivales, participaciones y eventos fuera y dentro de Michoacán: Kurpites de San Juan Nuevo Mi Herencia, dirigida por el maestro Francisco Aguilar Toral, y Kurpites Artístico Tata Keri, entre otros grupos.

## Jurado de la competencia
El jurado está conformado por anteriores triunfadores (los cuales son expertos), viejos de la comunidad y autoridades dancísticas y políticas invitadas, quienes emitirán su voto. Se premia la cuadrilla, en el caso de los Tarepetis se les califica por separado el torito, el abajeño y el jarabe; y a las Maringuías el torito, el son, el abajeño y el jarabe; la música o las orquestas en algunas ediciones se les premia y en otras solo se les otorga un reconocimiento.